# Lahn-Eder-Radweg
Der Lahn-Eder-Radweg startet in Lahntal-Sarnau, etwa zwölf Kilometer nördlich von Marburg, an der Lahn und führt durch das Tal der Wetschaft und entlang des westlichen Rands des nördlichen Burgwalds bis nach Frankenberg an der Eder. Der Weg ist vor allem als Verbindungsweg zwischen den Radfernwegen Eder-Radweg und Lahntal-Radweg von Bedeutung.

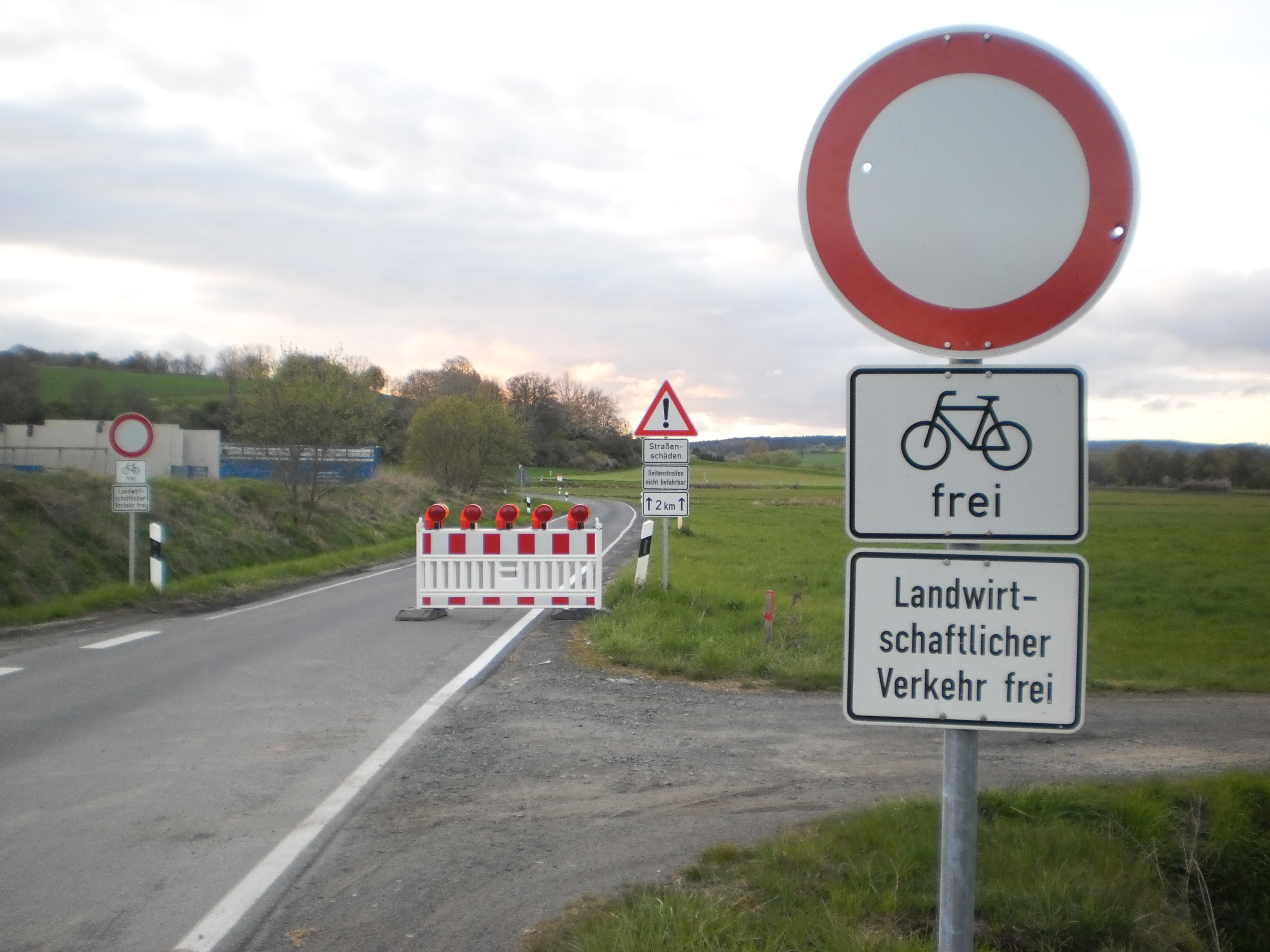
Nur in einer Richtung mit Kfz befahrbare Kreisstrasse im Tal der Wetschaft (April 2017)

## Streckenprofil
- Länge: 29 Kilometer (Lahntal-Goßfelden–Frankenberg (Eder))
- Ausschilderung: in beide Richtungen vorhanden.
- Steigungen: von der Lahn bis hinauf nach Wiesenfeld müssen etwa 190 Höhenmeter überwunden werden, in der Regel über kleinere Steigungen; eine etwas längere Steigung, die Wasserscheide zwischen Rhein und Weser, muss man zwischen Wiesenfeld und dem Birkenbringhäuser Bahnhof unterhalb von Burgwald überwinden, beziehungsweise in Gegenrichtung von der Ederbrücke bei Röddenau bis hinauf zum Bahnhof
- Wegzustand: teilweise Asphaltwege und betonierte Wege (vor allem zwischen Goßfelden und Ernsthausen), teilweise abgesplittete Feld- und Waldwege (hauptsächliche zwischen Ernsthausen und Frankenberg), auf kürzeren Strecken Schotter
- Verkehrsbelastung: außerhalb der Dörfer führt die Strecke über Nebenstraßen sowie befestigte Feld- und Waldwege
- Geeignetes Fahrrad: Reiserad mit bergtauglicher Schaltung, die Strecke ist untauglich für Rennräder mit schmalen Reifen
- Familieneignung: der Weg verläuft auf weiter Strecke eben mit kleineren Steigungen und ist damit gut geeignet, mit kleineren Kindern eventuell Teilstrecken fahren; wenn die Kondition nicht reicht, kann man den Zug nutzen (siehe unten)
- Inlinereignung: nur auf den asphaltierten Strecken geeignet, sonst ungeeignet

## Verkehrsanbindung

### Öffentliche Verkehrsmittel
- mit der oberen Lahntalbahn bis Lahntal-Sarnau, oder mit der Burgwaldbahn bis Frankenberg; mit der Wiedereröffnung der Bahnstrecke von Frankenberg (Eder) nach Korbach besteht die Möglichkeit der Weiterfahrt in Richtung Nationalpark Kellerwald-Edersee, nach Warburg und Richtung Kassel.
- die Bahnstrecke Marburg-Frankenberg verläuft auf weiter Strecke parallel zum Radweg; Bahnhöfe finden sich in Sarnau, Wetter (Hessen), Simtshausen, Münchhausen, Ernsthausen (Kreis Frankenberg), Wiesenfeld und Birkenbringhausen
- nächster überregionaler Bahnhof ist Marburg mit Halt von ICs sowie Regionalexpress- und Regionalbahnzügen
- die Fahrradmitnahme ist in den Nahverkehrszügen der Verkehrsverbünde RMV und NVV ohne Anmeldung kostenfrei

### Anschluss an Radfernwege

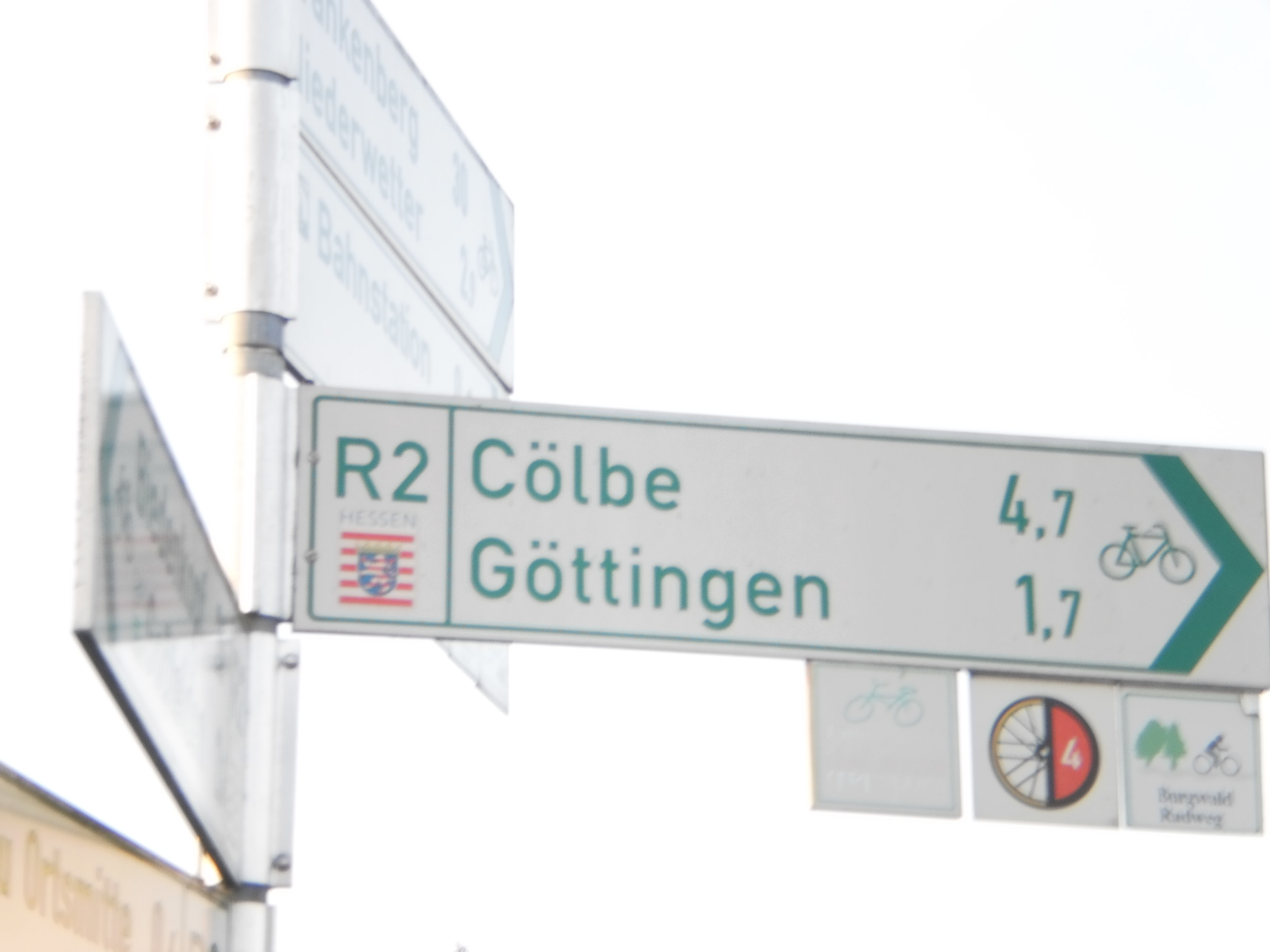
Wegweiser in Sarnau

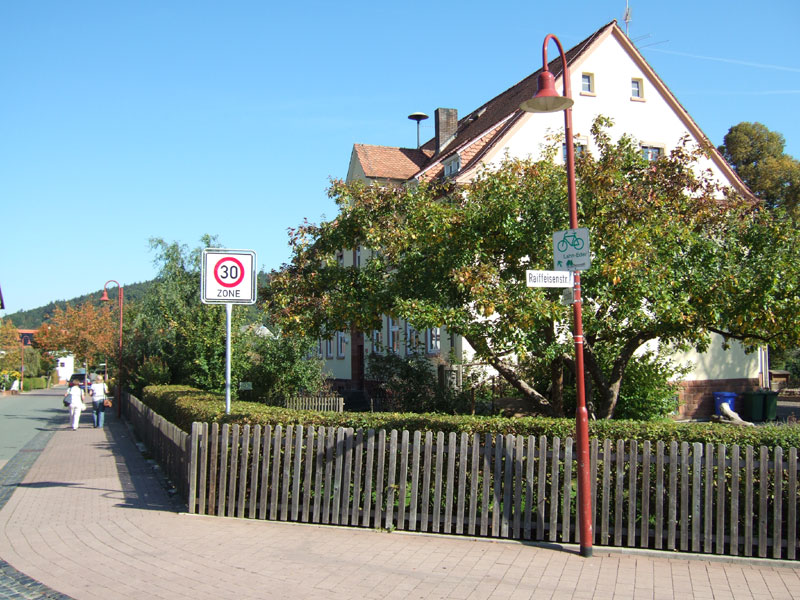
Lahn-Eder-Radweg an der Grundschule in Burgwald-Ernsthausen

- Mittelland-Route (D4)/Hessischer Radfernweg R2 / Lahntal-Radweg in Lahntal-Sarnau mit kurzer Weiterfahrt nach Cölbe zum Radweg Deutsche Einheit
- Ederauenradweg / Oranier-Route / GeoRadroute Ruhr-Eder in Frankenberg (Strecke Rödenau-Frankenberg identisch)
- Hessischer Radfernweg R6 in Frankenberg

Unterwegs gibt es Verbindungen zu weiteren regionalen Radwegen wie dem Burgwald-Radweg, Otto-Ubbelode-Radweg und dem Treisbachtal-Radweg, die streckenweise auf den gleichen Wegen verlaufen.

## Streckenbeschreibung mit Sehenswürdigkeiten

### Eckpunkte der Route
- Lahntal-Sarnau
- Wetter (Hessen) – Abstecher nach Mellnau mit seiner Burgruine
- Todenhausen – ehemalige Hugenottensiedlung
- Simtshausen
- Münchhausen – Abstecher zum Christenberg: auf dem Areal mit ursprünglich keltischen und fränkischen Festungsanlagen wurde die Martinskirche erbaut, im ehemaligen Küsterhaus werden im Rahmen einer Dauerausstellung Ausgrabungsfunde und Modelle der Festungsanlagen gezeigt, auf dem Gelände befindet sich außerdem ein Ausflugslokal (hier bekommt man den Schlüssel für das Küsterhaus und die Kirche) mit weiträumiger Aussicht in den Burgwald und das Rothaargebirge; in der westlichen Umgebung des Gipfels wurden Hügelgräber gefunden
- Ernsthausen – Biotop-Verbund-System Oberes Wetschafttal zwischen Ernsthausen und RodaSumpfdotterblumenwiese im Biotop-Verbundsystem Oberes Wetschafttal zwischen Ernsthausen und Roda

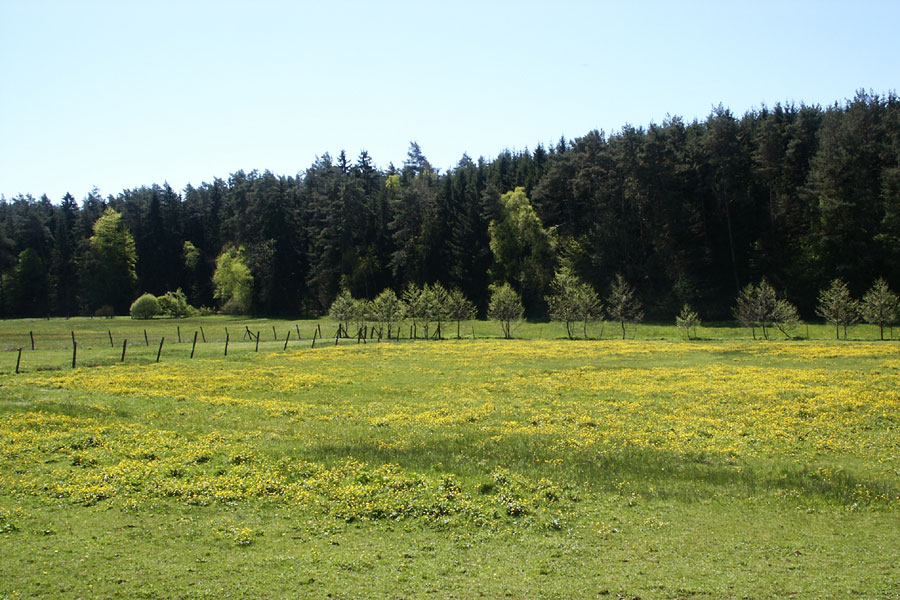
Sumpfdotterblumenwiese im Biotop-Verbundsystem Oberes Wetschafttal zwischen Ernsthausen und Roda

- Wiesenfeld – Johanniter- und Hugenottengemeinde
- Birkenbringhausen
- Burgwald – erbaut auf dem Gelände einer ehemaligen Munitionsanstalt
- Frankenberg (Eder) – im Mittelalter gegründete ehemalige Kreisstadt mit historischem Stadtkern, Liebfrauenkirche und 10-türmigem Rathaus

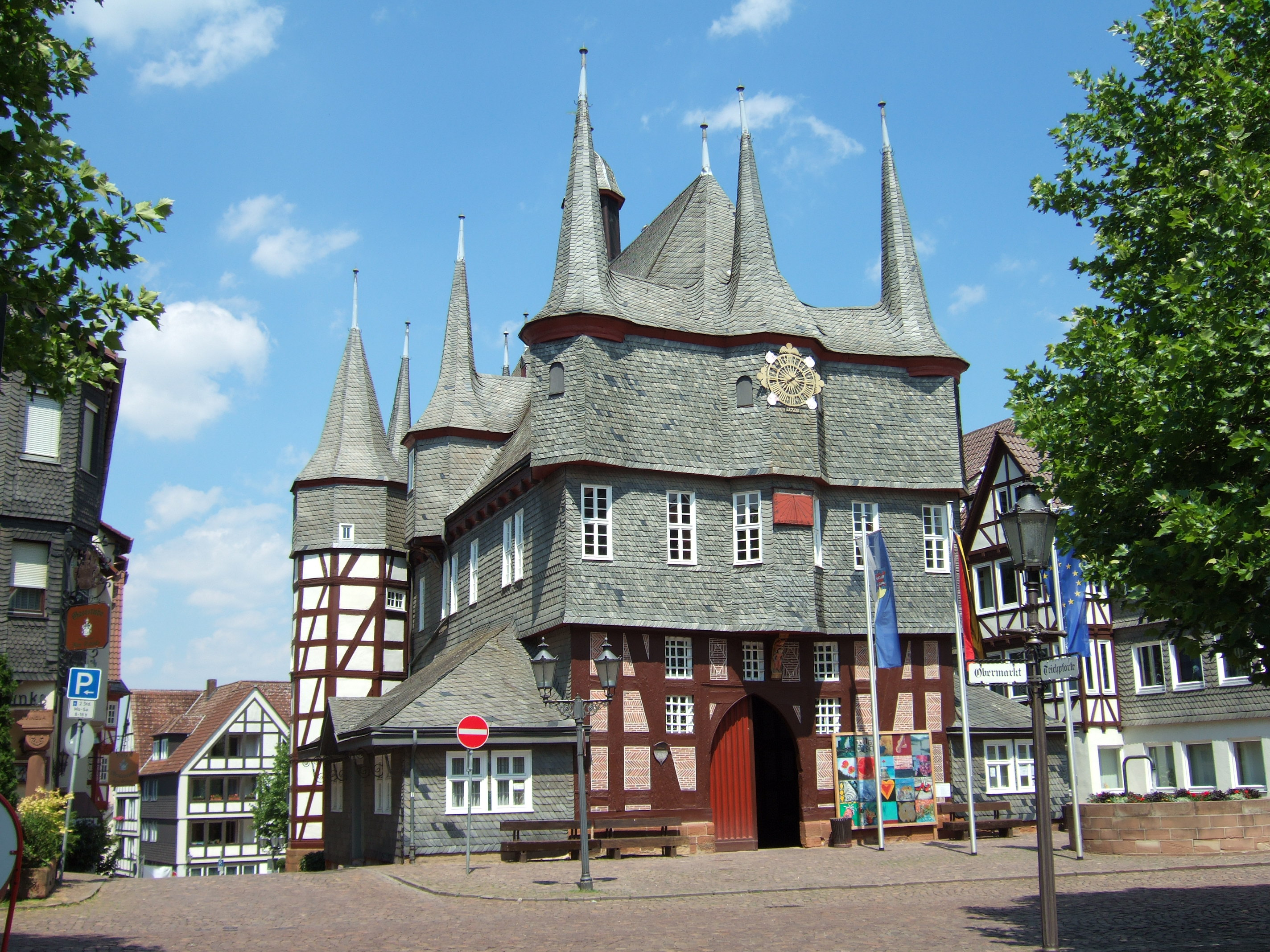
10-türmiges Rathaus in Frankenberg